# Brozany

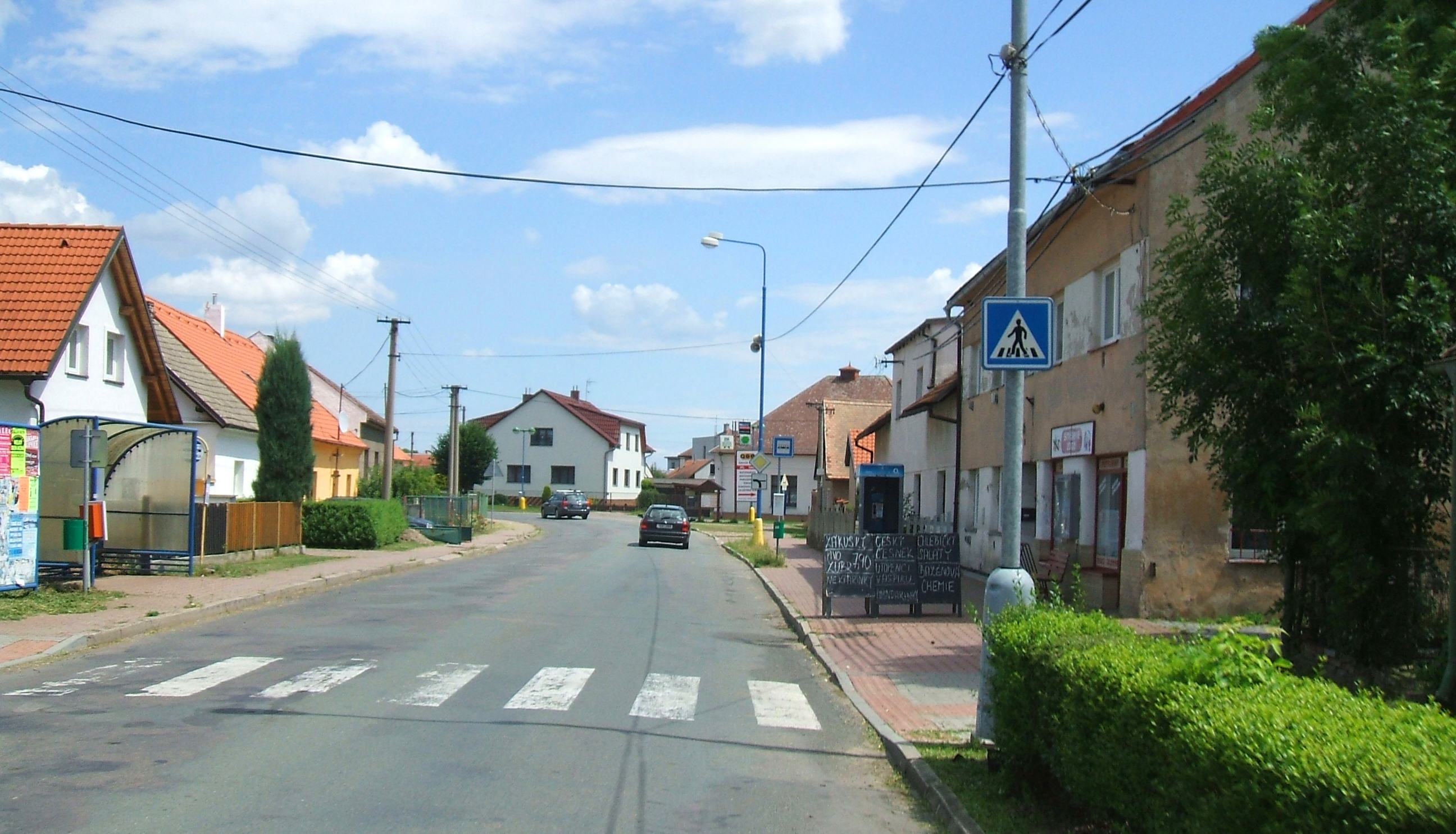
Häuser an der Dorfstraße

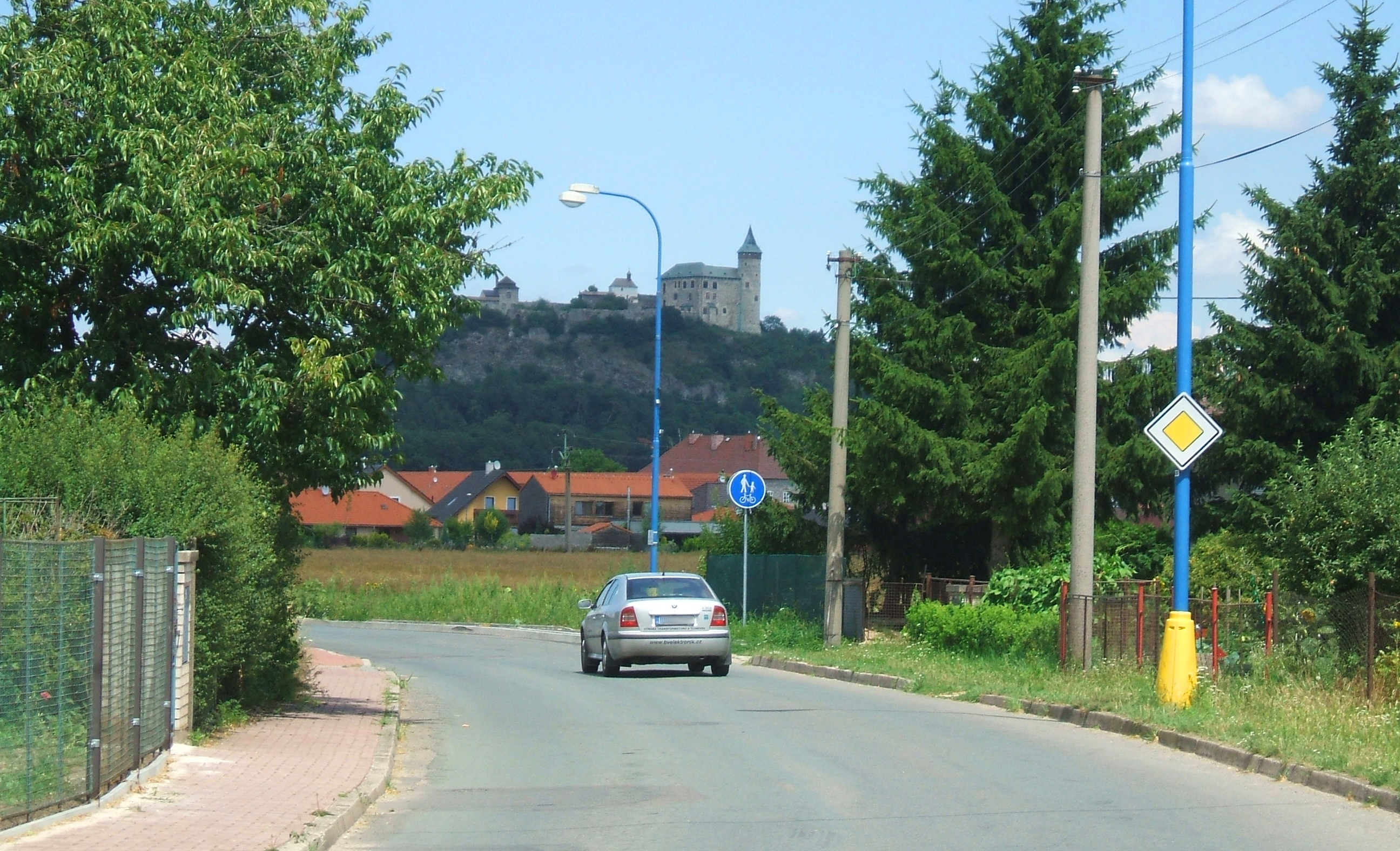
Blick zur Kunburg

Brozany (deutsch Brozan, 1939–45 Brosan) ist ein Ortsteil der Gemeinde Staré Hradiště (Alt Hradischt) in Tschechien. Er liegt drei Kilometer nördlich des Stadtzentrums von Pardubice (Pardubitz) und gehört zum Okres Pardubice.

## Geographie
Brozany befindet sich rechtsseitig der Elbe in der Pardubická kotlina (Pardubitzer Becken). Gegen Nordosten erhebt sich die markante Kunětická hora (Kunietitzer Berg) (307 m n.m.) mit der gleichnamigen Burg. Östlich mündet die Loučná (Lautschna) in die Elbe.
Nachbarorte sind Němčice (Niemtschitz) und Ráby (Raab)  im Norden, Kunětice (Kunietitz) im Nordosten, Počaply (Potschapl) im Osten, Počapelské Chalupy (Potschapler Chaluppen) und Hůrka im Südosten, sídliště Dubina und Židov im Süden, Nová Cihelna, Cihelna und Fáblovka im Südwesten, Nové Hradiště (Neu Hradischt) im Westen sowie Psinek und Hradiště na Písku (Sanddorf) im Nordwesten.

## Geschichte
Die erste schriftliche Erwähnung des Dorfes erfolgte 1376 als Besitz des Benediktinerklosters Opatowitz. Nachdem das Kloster 1421 von den Hussiten unter Diviš Bořek von Miletínek geplündert und niedergebrannt worden war, bemächtigte sich dieser der ausgedehnten Besitzungen. Im Jahre 1436 überschrieb König Sigismund große Teile des ehemaligen Klosterbesitzes als Entlohnung seiner treuen Dienste in der Schlacht bei Lipan für 4500 Schock Böhmische Groschen an Diviš Bořek, der daraus die Herrschaft Kunburg bildete. Brozany lag an einer strategisch wichtigen Elbfurt am Weg zwischen der Kunburg und Pardubitz. Zum Ende des 15. Jahrhunderts erwarb Wilhelm von Pernstein die Herrschaften Pardubitz und Kunburg und vereinigte sie. 1521 vererbte Wilhelm von Pernstein seine böhmischen Güter seinem jüngeren Sohn Vojtěch, nach dessen Tod fielen sie 1534 seinem Bruder Johann zu. Johann von Pernstein hinterließ 1548 seinem Sohn Jaroslav hohe Schulden. Am 21. März 1560 veräußerte Jaroslav von Pernstein die gesamte Herrschaft Pardubitz an König Ferdinand I. Dessen Nachfolger Maximilian II. übertrug die Verwaltung der königlichen Herrschaften der Hofkammer. König Rudolf II. ließ die Herrschaft 1588 durch ein System von 24 Rychta (Scholtiseien) neu organisieren; der Schultheiß (tschechisch Rychtář) in Hradiště übte die niedere Gerichtsbarkeit für Brozany aus. Im Jahre 1778 wurde auf emphyteutisierten Fluren des Hradištěr Meierhofes in der nördlichen Gemarkung von Brozany das Dorf Sanddorf / Písek gegründet.
Im Jahre 1835 bestand das im Chrudimer Kreis gelegene Sorf Brozan aus 31 Häusern, in denen 275 Personen, darunter zwei Jüdische Familien, lebten. Im Ort gab es eine Synagoge. Pfarrort war Kunietitz. Bis zur Mitte des 19. Jahrhunderts blieb Sanddorf der k.k. Kameralherrschaft Pardubitz untertänig.
Nach der Aufhebung der Patrimonialherrschaften bildete Brozany ab 1849 mit dem Ortsteil Písek eine Gemeinde im Gerichtsbezirk Pardubitz. Ab 1868 gehörte die Gemeinde zum politischen Bezirk Pardubitz. 1869 hatte Brozany 344 Einwohner und bestand aus 36 Häusern. Seit dem Ende des 19. Jahrhunderts wurde  der Ortsteil Písek zunächst als Hradišť na Písku, später als Hradiště na Písku bezeichnet. Im Jahre 1900 lebten in dem Dorf 318 Menschen, 1910 waren es 315. 1930 hatte Brozany 355 Einwohner. Im Jahre 1949 wurde Brozany dem Okres Pardubice-okolí zugeordnet, seit 1960 gehört das Dorf wieder zum Okres Pardubice. 1961 erfolgte die Eingemeindung nach Staré Hradiště. Beim Zensus von 2001 lebten in den 125 Häusern von Brozany 397 Personen.

## Ortsgliederung
Der Ortsteil Brozany besteht aus den Grundsiedlungseinheiten Brozany und Brozany-u Ráb.
Der Katastralbezirk Brozany nad Labem umfasst die Ortsteile Brozany und Hradiště na Písku.

## Sehenswürdigkeiten
- Steinernes Kreuz